# Nekhen

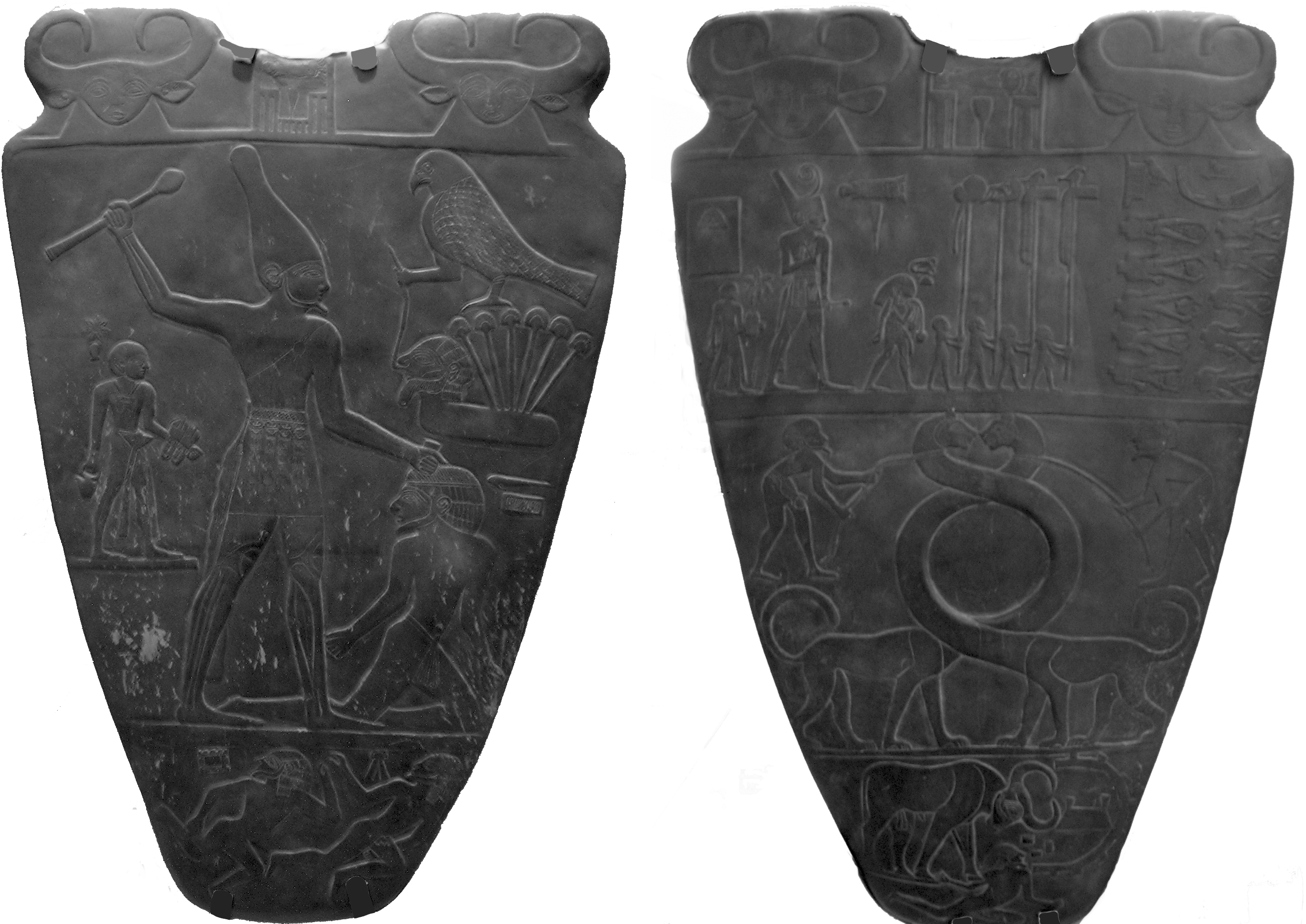
En kopia av Narmerpaletten från Royal Ontario Museum i Toronto, Kanada.

Nekhen (fornegyptiska: nḫn "slott" eller liknande, grekiska Hierakonpolis, arabiska: Kom El-Ahmar) var det politiska och religiösa centret i Övre Egypten under fördynastisk tid och möjligtvis ännu tidigare. (3800–2600 f. Kr.)
Den grekiska namnet Hierakonpolis ("falkens stad") kan härledas till guden Horus som även bar namnet "Horus av Nekhen" vilkens huvudtempel låg i staden. Templet var ett kultcentrum för Horus långt efter staden hade förlorat sin betydelse. Världens äldsta zoo låg i staden och innehöll flodhästar, elefanter, babianer och vildkatter.
Ruinerna grävdes först ut i slutet på 1800-talet och bland annat hittades viktiga objekt som Narmerpaletten.